# Фудзита, Эми (кёрлингистка)
Э́ми Фудзи́та (яп. 藤田栄美 Фудзита Эми) — японская кёрлингистка.
В составе женской сборной Японии участница чемпионата мира 1995 (заняли девятое место), чемпионата Тихоокеанского региона (стали чемпионами). Двукратная чемпионка Японии среди женщин.

## Достижения
- Тихоокеанско-азиатский чемпионат по кёрлингу: золото (1994).
- Чемпионат Японии по кёрлингу среди женщин: золото (1994, 1995).

## Команды
| Сезон   | Четвёртый    | Третий      | Второй      | Первый      | Запасной Тренер        | Турниры           |
| ------- | ------------ | ----------- | ----------- | ----------- | ---------------------- | ----------------- |
| 1993—94 | Аяко Исигаки | Ёко Мимура  | Юкари Кондо | Эми Фудзита | Kimiko Uchida          | ЧЯЖ 1994          |
| 1994—95 | Аяко Исигаки | Юкари Кондо | Эми Фудзита | Акико Като  | Аюми Онодэра Tetsu Eda | ТАЧ 1994          |
| 1994—95 | Аяко Исигаки | Ёко Мимура  | Юкари Кондо | Эми Фудзита | Kimiko Uchida          | ЧЯЖ 1995          |
| 1994—95 | Аяко Исигаки | Эми Фудзита | Юкари Кондо | Ёко Мимура  | Маюми Окуцу            | ЧМ 1995 (9 место) |

(скипы выделены полужирным шрифтом)